# Schlatt (Turgovia)
Schlatt (oficialmente hasta 1999 Schlatt bei Diessenhofen) es una comuna suiza del cantón de Turgovia, situada en el distrito de Frauenfeld. Limita al norte con las comuna de Büsingen am Hochrhein (DE-BW), al este con Diessenhofen y Basadingen-Schlattingen, al sur con Truttikon (ZH), al suroeste con Trüllikon (ZH), y al oeste con Uhwiesen (ZH) y Feuerthalen (ZH).
Hasta el 31 de diciembre de 2010 situada en el distrito de Diessenhofen.

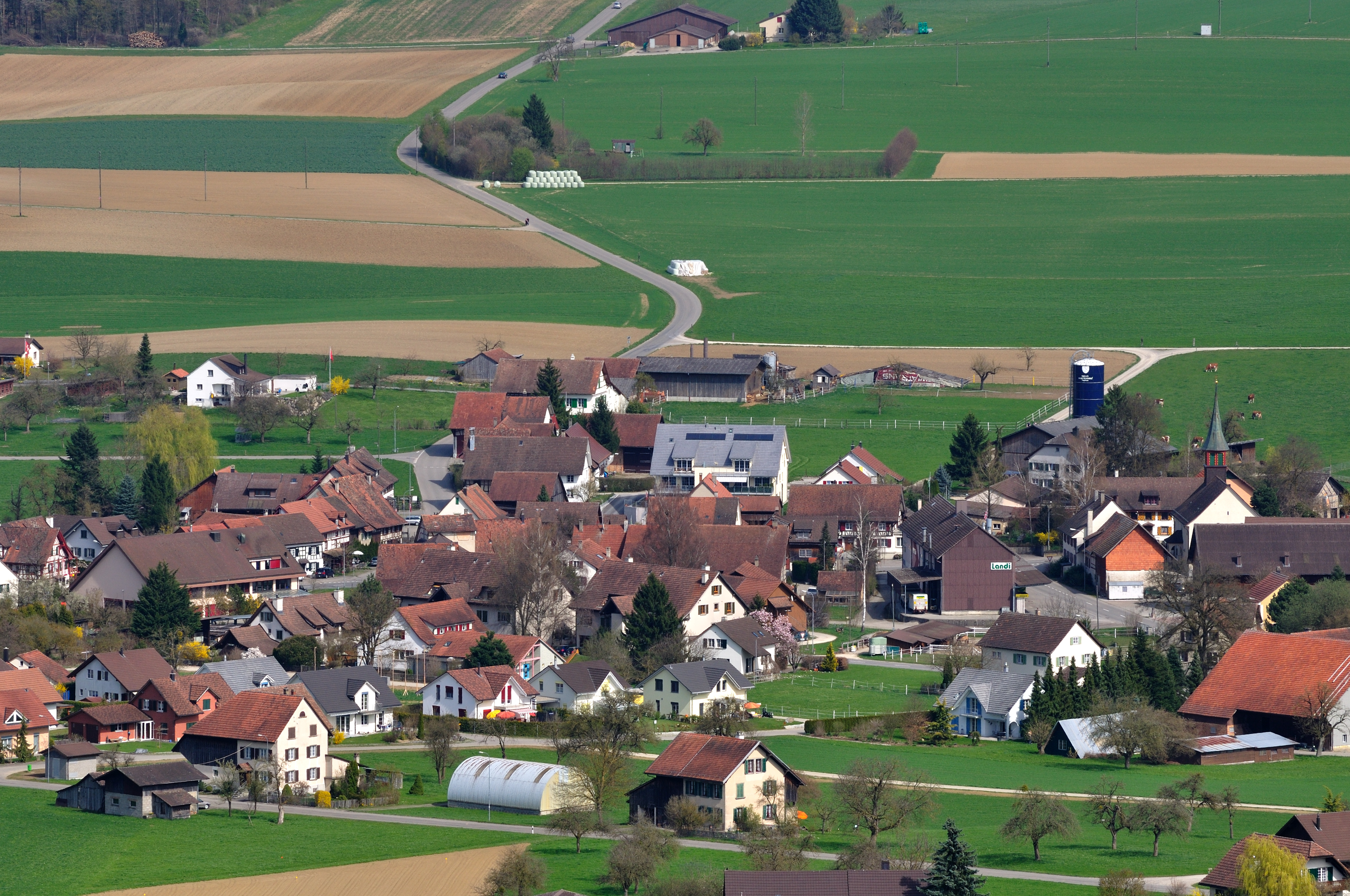
Vista de Schlatt.

## Transportes
Ferrocarril
Cuenta con una estación ferroviaria en la que efectúan parada trenes pertenecientes a las redes de cercanías S-Bahn San Galo y S-Bahn Zúrich.